# Tempête tropicale Beryl (2006)
Pour les articles homonymes, voir Cyclone tropical Beryl.
La tempête tropicale Beryl est la deuxième tempête tropicale de la saison cyclonique 2006 pour le bassin de l'océan Atlantique. Le nom Beryl avait déjà été utilisé en 1982, 1988, 1994 et 2000.

## Chronologie
Lors de la deuxième semaine de juillet 2006, un complexe frontal quitta la côte est des États-Unis en se dissippant. Toutefois, la portion sud se stabilisa et se sépara en deux perturbations tropicales. Ces dernières, placées au-dessus des eaux chaudes du Gulf Stream, s'organisèrent quelque peu. La perturbation la plus au nord s'organisa rapidement, mais atteignit les eaux froides du nord de l'océan Atlantique sans devenir dépression tropicale.
L'autre perturbation se dirigea vers le sud et s'organisa. Le 18 juillet, vers 12h00 UTC, un vol de reconnaissance a observé qu'une dépression s'était formée sur le coin sud-ouest de la perturbation, ce qui en fit une dépression tropicale (TD-2). À ce moment, elle se situait à 460 kilomètres à l’est-sud-est de Wilmington (Caroline du Nord). Vers 18h00 UTC, les nuages s’étaient organisés en bandes, la majorant en tempête tropicale. On la nomma Beryl.
Elle se déplaça vers le nord, longeant la côte est du nord des États-Unis. Après avoir atteint son intensité maximale le 19 juillet, elle faiblit avant d'atteindre l'île de Nantucket (Massachusetts). Elle atteignit la Nouvelle-Écosse le 21 juillet, après être devenue tempête extratropicale.